# Modelo geométrico de Fisher
O modelo geométrico de Fisher (MGF) é um modelo evolutivo dos tamanhos de efeito e efeito na aptidão de mutações espontâneas  proposto por Ronald Fisher para explicar a distribuição de efeitos de mutações que poderiam contribuir para a evolução adaptativa. 

## Conceitualização
Às vezes chamado de modelo de Fisher-Orr, o modelo de Fisher aborda o problema da adaptação (e, até certo ponto, da complexidade) e continua a ser um ponto de referência na pesquisa contemporânea sobre as consequências genéticas e evolutivas da pleiotropia. 
O modelo tem duas formas: um formalismo geométrico e uma analogia com o microscópio. Um microscópio que tem muitos parafusos focalizadores para ajustar as lentes para obter uma imagem nítida tem poucas chances de obter uma imagem com funcionamento ideal girando os parafusos aleatoriamente. As chances de uma imagem nítida não são tão ruins se o número de parafusos for baixo, mas as chances diminuirão drasticamente se o número de parâmetros ajustáveis (parafusos) for maior que dois ou três. Fisher introduziu uma metáfora geométrica, que eventualmente ficou conhecida como modelo geométrico de Fisher.  
Em seu modelo, Fisher argumenta que o funcionamento do microscópio é análogo à aptidão de um organismo. O desempenho do microscópio depende do estado de vários parafusos que podem ser manipulados, correspondendo a distâncias e orientações de várias lentes, enquanto a aptidão de um organismo depende do estado de vários caracteres fenotípicos, como tamanho do corpo, comprimento e profundidade do bico. O aumento da aptidão de um organismo por mudanças aleatórias é então análogo à tentativa de melhorar o desempenho de um microscópio através da mudança aleatória das posições dos parafusos no microscópio.
A analogia entre o microscópio e um organismo em evolução pode ser formalizada pela representação do fenótipo de um organismo como um ponto em um espaço de dados de alta dimensão, onde as dimensões desse espaço correspondem às características do organismo. Quanto mais dimensões independentes de variação o fenótipo tiver, mais difícil será a melhoria resultante de mudanças aleatórias. Se houver muitas maneiras diferentes de mudar um fenótipo, torna-se muito improvável que uma mudança aleatória afete a combinação certa de características da maneira certa para melhorar a aptidão. Fisher observou que quanto menor o efeito, maior a chance de uma mudança ser benéfica. Em um extremo, mudanças com efeito infinitesimalmente pequeno têm 50% de chance de melhorar a aptidão. Esse argumento levou à posição amplamente aceita de que a evolução ocorre por meio de pequenas mutações.
Além disso, o cientista Allen Orr descobriu que tanto a probabilidade de fixação de uma mutação benéfica quanto o ganho de aptidão conferido pela fixação da mutação benéfica diminuem com a complexidade do organismo.  Assim, a taxa prevista de adaptação diminui rapidamente com o aumento da complexidade do organismo, uma descoberta teórica conhecida como "custo da complexidade".